# 헬보이 (2004년 영화)
《헬보이》(Hellboy)는 기예르모 델토로가 감독한 2004년 초자연 액션 스릴러 영화이다. 다크 호스 코믹스의 마이크 미뇰라의 작품인 헬보이 : 파괴의 씨앗을 바탕으로 제작된 영화이며, 컬럼비아 픽쳐스의 레볼루션 스튜디오에서 배급하였다.
2004년에 개봉하여 미국 박스 오피스에서는 6000만 달러, 전 세계에서는 1억 달러 이상의 수익을 올렸으며, 평론가들로부터 긍정적인 평가를 받았다. 후속편인 헬보이 2: 골든 아미는 미국에서 2008년 7월 11일 개봉하였다.

## 줄거리
1944년 나치 독일이 러시아인 흑마술사 그리고리 라스푸틴과 함께 스코틀랜드의 외딴 섬 연안 근처에서 다른 차원으로의 문을 세운다. 그들은 라스푸틴의 도움으로 그 문을 이용하여 아주 오래전 갇혀 잠들어 있는 기괴한 실체의 혼돈의 일곱 신 오그드루 자하드를 깨워 그들의 적들을 파괴하고자 한다. 그러나 라스푸틴은 지구의 파괴를 위해 이 실체를 몰래 이용하고자 한다. 그는 그에게서 영원한 삶을 부여받은 수하이자 연인, 일사 폰 호이프슈타인과 히틀러의 악명높은 우두머리 암살자이자 툴레회의 수장인 나치 중령 칼 루프레흐트 크로넨의 도움을 받는다. 미국은 작은 부대를 보내어 오컬트에 능한 트레버 브루텐홀름 교수의 안내를 받아 그 문을 파괴하도록 한다. 전투 끝에 독일의 과학자와 군인들은 죽고 다른 차원으로의 문도 라스푸틴을 죽이면서 파괴된다. 일사와 크로넨은 살아남아 현장에서 달아난다. 군대는 모든 것이 파괴된 폐허에서 문을 통해서 나온 것을 찾는데, 오른손이 돌로 만들어진 것 같은 붉은 아기 악마를 발견하게 된다. 브루텐홀름은 베이비 루스 초코 바를 주면서 아기 악마와 친해지게 된다. 군대는 그들이 발견한 작은 악마의 이름을 헬보이라고 짓는다.
60년 후에, 젊은 FBI 요원 존 마이어스는 브루텐홀름 교수가 총괄하는 초현상 조사 방어국으로 전근하게 된다. 그는 이제 어른이 된 헬보이를 소개 받는다. 이외에도 BPRD에 고용된 사람은 초능력을 가진 물고기를 닮은 인간 에이브 사피엔과 염화력자이지만 아직 자신의 능력을 조절하지 못하는 리즈 셔먼이 있다. 리즈는 최근에 13번째로 BPRD를 떠나 정신 병원에서 자신의 능력을 저지하여 다른 사람들을 보호하고자 한다. 정기적인 방문자들과 그녀에게 빠진 헬보이의 부탁에도 불구하고, 그녀는 돌아가지 않기로 결정한다.
그 무렵, 크로넨과 일사는 라스푸틴을 소생시킨다. 라스푸틴과 그의 부하들은 뉴욕의 초과학적 인공물이 있는 매이첸 도서관으로 간다. 그들은 마법을 통해 물건을 열어, 러브크래프트의 특징이 드러나는 지옥의 사냥개 악마 사마엘을 불러낸다. 라스푸틴은 사마엘에게 죽을 때마다 영혼이 둘로 나뉘어 부활할 수 있는 능력을 주고, 알을 낳아 번식하도록 한다. 또 잠들어 있는 리즈에게 찾아가 그녀의 능력을 활성화시켜 병원을 파괴시킨다. 마이어스는 그녀에게 찾아가 사무국에 돌아오도록 최소의 조건으로 설득한다.
여러 마리로 불어나게 된 사마엘이 큰 문제가 되자, 헬보이가 여러 차례 이들을 퇴치하지만 수는 더 불어난다. 에이브는 알을 회수하는 과정에서 부상을 입게 되고, 크로넨과 사마엘은 헬보이와 함께 파견된 FBI 요원들을 살해한다. 기계를 통해 오래된 몸을 움직일 수 있는 크로넨은 기계를 중지시키고 헬보이가 도착하기 전에 죽은 체를 한다. 크로넨의 몸은 조사를 위해 사무국으로 옮겨지게 된다. FBI 지도 관리의 톰 매닝은 헬보이의 무모한 행동에 화를 내고, 이것이 요원들의 죽음에 간접적인 책임이 있다고 생각한다. 헬보이는 매우 흥분하여 매닝을 위협하고 이때 리즈가 돌아오게 된다. 헬보이의 이런 태도는 그녀가 사무국을 떠난 주요한 원인이었기 때문에, 마이어스는 헬보이와의 어려운 관계를 그녀가 극복할 수 있도록 돕고자 밖으로 나가 커피를 마시며 대화를 나눈다. 이것을 질투하게 된 헬보이는 그들을 미행한다.
그들이 자리를 비운 동안, 라스푸틴은 사무국에 나타나 크로넨을 소생시키고 브루텐홀름 교수와 대면한다. 헬보이를 보호해주고 양육해준 것에 대한 시건방진 존경을 표하며, 라스푸틴은 그에게 빠른 죽음을 약속한다. 그리고 그 전에 그에게 헬보이가 세계를 파괴하는 대리자가 되어 있는 미래의 모습을 보여준다. 라스푸틴이 보여주는 헬보이의 운명을 거부하고, 브루텐홀름은 로자리를 움켜쥔채 목이 찔려 죽는다.
매닝은 사무국 요원들과 헬보이, 다른 사람들을 소집하여 러시아 모스크바 외곽에 라스푸틴의 육신이 위치한 영묘를 찾아낸다. 격분한 헬보이는 매닝의 도움을 받아 자신의 아버지 브루텐홀름 교수를 죽인 크로넨에게 영원히 살아날 수 없도록 복수한다. 매닝을 물러나게한 후, 리즈와 마이어스에게 찾아간 헬보이는 사마엘의 둥지에서 그들을 보호한다. 하지만 사마엘들은 어마어마한 수로 그를 압도한다. 그에게 도움을 주고자 리즈는 마이어스의 도움으로 두려움을 극복하고 속박되어 잠재되어 있는 염화력을 사용한다. 그녀는 푸른 불꽃을 방출하며 사마엘 무리와 알을 모두 불태운다. 하지만 불행히도 이로 인해 헬보이와 리즈, 마이어스는 기절하게 되고, 라스푸틴에게 사로잡히고 만다.
오그드루 자하드를 깨우는 헬보이의 힘을 이용하고자, 라스푸틴은 리즈의 영혼을 그녀의 몸에서 흡수하여 헬보이가 조건에 응하면 그녀가 생명을 되찾을 것이라 말한다. 리즈를 잃고 싶지 않은 헬보이는 뿔이 다시 돋아나며 아웅 운 라마 (요한계시록의 야수)로서의 진실된 힘을 깨우게 된다. 오그드루 자하드를 거의 깨우게 되는 순간, 마이어스는 헬보이에게 로자리를 던져 상처를 입히며 그가 누구인지, 그가 옳은 길을 택하는 것인지 상기시킨다. 헬보이는 자신의 뿔을 부러뜨리고, 원래 모습으로 돌아와 오그드루 자하드를 다시 봉인한다. 라스푸틴이 자신의 실패와 헬보이의 변심에 절규하자, 헬보이는 그의 뿔로 라스푸틴의 심장을 찌른다.
그러나, 라스푸틴은 마지막 속임수를 드러낸다. 그는 오그드루 자하드의 악마에게 소유되어 있었던 것이다. 촉수를 가진 짐승이 부상을 입은 라스푸틴의 몸에서 튀어나오고, 거대한 크기로 성장하여 라스푸틴과 일사를 죽인다. 헬보이는 가까운 석상이 잡고 있던 석검을 움켜잡고 짐승의 촉수를 공격한다. 그리고 짐승에게 일부러 삼켜진 후, 수류탄 벨트를 작동시킨다. 연달아 일어나는 폭발로 짐승은 몸이 찢어져 죽게 된다. 헬보이가 싸움을 끝내고 돌아오자 리즈의 숨이 멎게 된다. 하지만 슬픔에 젖은 헬보이가 그녀에게 무언가를 속삭이자, 그녀의 생명이 돌아오게 된다. 리즈가 어떻게 자신의 영혼이 돌아오게 되었냐고 묻자, 헬보이는 너머에 있는 짐승에게 그녀를 되찾기 위해 간단하게 말했다 답한다. "이봐, 그쪽에 너. 그녀를 보내. 내가 직접 찾으러 가기 전에, 그럼 재미없을걸." 리즈와 헬보이가 입을 맞추자 푸른 불꽃이 그들을 감싼다. 그 마지막 장면에서, 마이어스는 나레이션으로 인간을 인간답게 하는 것은 "어떻게 시작하느냐가 아니라, 어떻게 끝맺을 것인가."라고 말한다.

## 캐스팅
| 배우                   | 역할                   |
| ---------------------- | ---------------------- |
| 론 펄먼                | 헬보이                 |
| 셀마 블레어            | 리즈 셔먼              |
| 래디슬라브 버랜        | 크로넨                 |
| 더그 존스              | 에이브 사피엔          |
| 존 허트                | 트레버 브루텐홀름 교수 |
| 루퍼트 에번스          | 존 마이어스            |
| 카렐 로덴              | 그리고리 라스푸틴      |
| 제프리 탬버            | 톰 매닝                |
| 데이비드 하이드 피어스 | 에이브 사피엔 (목소리) |

## 제작

### 개발
헬보이 만화의 팬인 기예르모 델토로는 론 펄먼이 헬보이 역할을 맡은 영화를 오래도록 구상해왔지만, 안정적인 재정과 스튜디오의 승인을 전혀 얻지 못했다. 연출작 《블레이드 2》(2002)가 큰 성공을 거둔 후, 델토로는 《블레이드 3》(2004)와 《해리 포터와 아즈카반의 죄수》 연출 제안을 모두 거절하고 헬보이 연출을 택하였다.

## 개봉
헬보이는 2004년 3월 30일 캘리포니아 웨스트우드의 맨 빌리지 극장에서 첫 상영을 하였다. 영화는 2004년 4월 2일 대규모 개봉을 하였는데, 개봉 첫주 3,028개 극장에서 2310만 달러의 수익을 거두었다. 이어서 북미에서 5960만 달러, 나머지 국가에서 3960만 달러의 수익을 거두어 제작비 6600만 달러를 훨씬 넘는 총 9930만 달러의 수익을 달성하였다.

### 평가
영화는 비평가들로부터 긍정적인 평가를 받아 186개의 평가에서 80%의 신선도를 기록하여 로튼 토마토에서 "Certified Fresh" 등급을 획득하였다. 또한 메타크리틱에서는 72 메타스코어를 받았다. 엔터테인먼트 위클리에서는 이 영화에 B 등급을 주며, 다음과 같이 평하였다. "Pop pretensions can't undo a basic contradiction: that our hero is fighting metaphysical evil with pure, meaty brawn. Hellboy is engaging, but it's got a lot more boy in it than hell" 뉴욕 타임스의 평가에서, 엘비스 미첼은 이렇게 평하였다. "Mr. del Toro avidly lavishes this texture on Hellboy . . . giving it a kiss of distinction. It's an elegant haunted house of a picture with dread and yearning part of the eeriness" 평론가 로저 이버트는 영화에 별 세 개 반을 주고 론 펄먼의 연기를 극찬하였다. "And in Ron Perlman, it has found an actor who is not just playing a superhero, but enjoying it . . . he chomps his cigar, twitches his tail and battles his demons with something approaching glee. You can see an actor in the process of making an impossible character really work" 하지만 USA 투데이에서는 다음과 같이 평하였다. "Hellboy's special effects don't offer much of anything new, its far-fetched plot leaves a bit to be desired, and there is plenty that flat-out doesn't make sense. Those unfamiliar with the comic book may leave the theater bedeviled and scratching their heads"  영화는 영국 언론으로부터에도 긍정적인 평가를 받았다. The film also received good reviews in the British press - for example, Peter Bradshaw from 가디언 commented amusedly on the unhistoricity of the Nazis invading Britain in the initial sequence but overall called the film "bizarre and loopy, romantic and dynamic".
헬보이는 또한 로튼 토마토의 "Comix Worst to Best" 카운트 다운에서 94개 중 13위에 랭크되었다 (94에서 1로 갈수록 best).

## DVD 출시
헬보이의 DVD는 영화가 개봉된 지 16주가 지난 2004년 7월 27일 2 디스크 스페셜 에디션 DVD로 출시되었다. 델토로와 셀마 블레어의 디스크 소개 영상이 포함되어 있으며, 원하는 영화 부분을 선택하면 마이크 미뇰라가 그린 만화로 볼 수 있는 것이 특징이다. 또한, 델토로, 블레어, 미뇰라, 론 펄먼, 제프리 탬버, 루퍼트 에반스의 오디오 코멘터리를 들을 수 있으며, 영화의 제작 과정을 담은 두 시간짜리 다큐멘터리 "The Seeds Of Creation"와 각 영화 장면의 촬영 현장을 볼 수 있는 "Right Hand of Doom" set Visits도 볼 수 있다. DVD는 50만이 넘는 DVD 판매량을 기록하며 Nielsen VideoScan의 First Alert DVD 판매 차트와 Video Store magazine의 2004년 8월 1일 주간 대여 순위에서 1위로 기록되었다.
3 디스크의 무등급 감독판 DVD는 2004년 10월 19일 출시되었다. 본래의 2 디스크 내용을 모두 포함하고 있으며, 새로운 감독 코멘터리가 기존의 코멘터리에서 대체되었다. 특별 확장판 DVD에는 델토로가 20분가량 재편집하여 10분이 늘어난 추가 장면, 캐스팅 코멘터리를 대체한 작곡가의 코멘터리, 론 펄먼, 블레어, 탬버와 루퍼트 에반스가 참여한 Cast Video Commentary, 분장과 시각효과 등의 복합적인 제작 과정을 담은 Production Workshop, 델토로와 펄먼, 미뇰라가 영화에 대해서 설명하는 Comic-Con 2002, 그리고 스콧 맥클라우드가 소개하는 A Quick Guide to Understanding Comics가 추가로 포함되어 있다. 또한 HD 블루레이 디스크가 출시되었는데, 극장판과 감독판 두가지 버전이 있다.

### 예고편
- First Trailer
- Second trailer[깨진 링크(과거 내용 찾기)]

틀:기예르모 델토로